# Bon Adrien Jeannot de Moncey

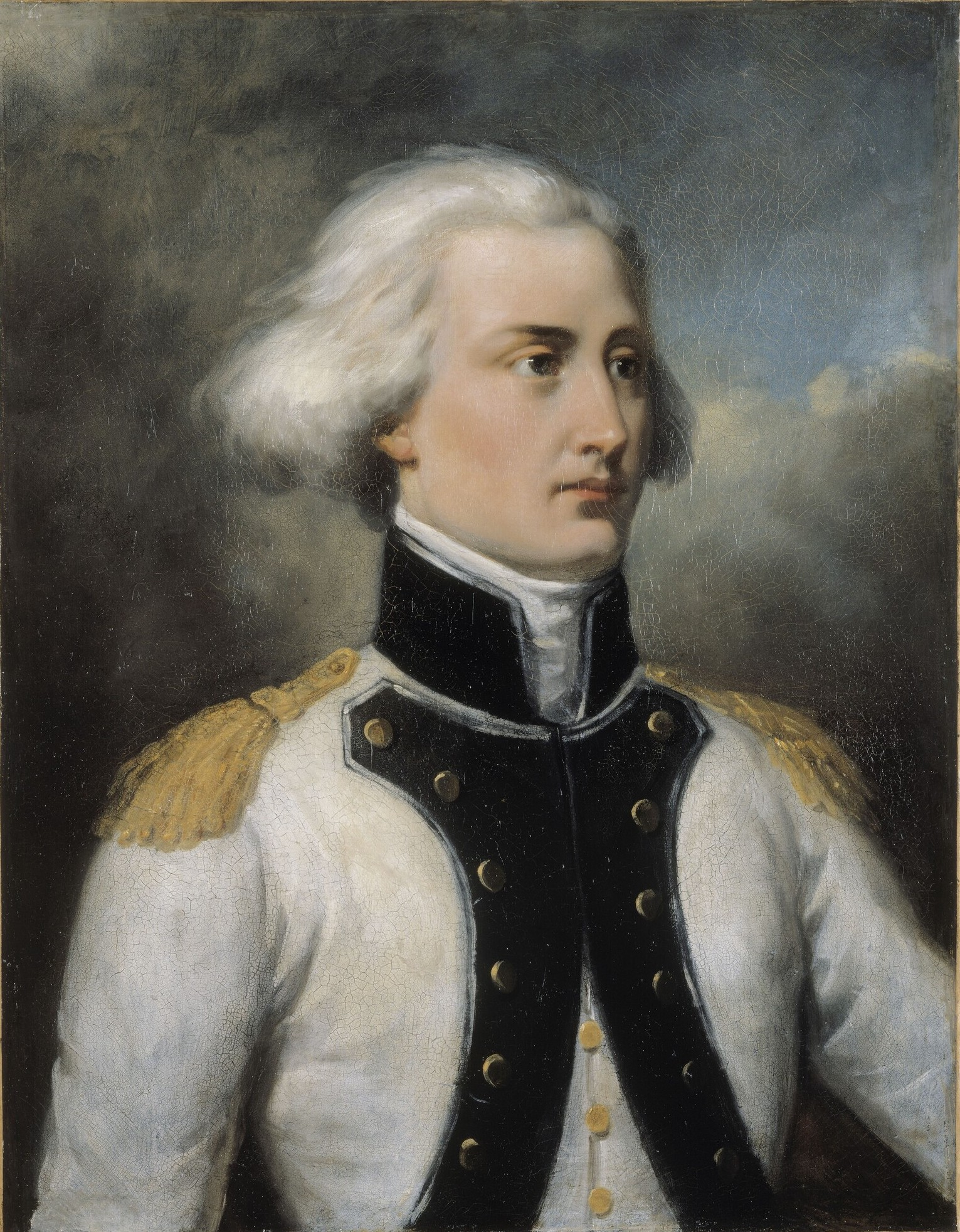
Bon Adrien Jeannot de Moncey

Bon-Adrien Jeannot de Moncey, duce de Conegliano (31 iulie 1754 – 20 aprilie 1842) a fost un general francez al perioadei revoluționare și napoleoniene ce a primit în 1804 demnitatea de Mareșal al Franței. Faptele sale de arme țin mai ales de Războaiele Revoluției. Atașamentul său față de Împăratul Napoleon a fost unul profund și statornic, fapt ce a făcut din Moncey unul dintre oamenii de încredere ai Împăratului, cel căruia acesta i l-a încredințat pe propriul fiu, "Regele Romei", în 1814. Un episod care a intrat în legendă s-a derulat în 1840, atunci când, aflând despre reîntoarcerea rămășițelor lui Napoleon la Paris, Mareșalul, pe atunci Guvernator al Invalizilor, a fost auzit spunându-i doctorului său: „Mai lăsați-mă să trăiesc puțin, ca să îl pot primi pe Împărat”. Moncey avea să asiste la magnifica paradă ce a marcat depunerea rămășițelor la Domul Invalizilor, la finele căreia a rostit: „Acum, putem merge acasă să murim”.